# Burschenschaft Germania Königsberg zu Hamburg
Die Burschenschaft Germania Königsberg zu Hamburg (vor 1950: Königsberger Burschenschaft Germania) ist eine farbentragende, pflichtschlagende Studentenverbindung. 1843 gegründet, ist sie sowohl die älteste Königsberger Burschenschaft als auch die älteste Burschenschaft der „weißen Richtung“, seit 1950 zudem die älteste Studentenverbindung in Hamburg. Sie ist Mitglied im Ring Weißer Burschenschaften (RWB) und in der Arbeitsgemeinschaft deutscher Burschenschaften (AdB).

## Farben, Wappen und Wahlspruch
Das Couleur ist schwarz-weiß-rot (Leserichtung von unten nach oben) mit silberner Perkussion. Schwarz und Weiß sind die Farben Preußens, das Rot ist karmin- oder weinrot und entstammt dem Königsberger Stadtwappen. Anders als die meisten anderen Studentenverbindungen kennt Germania Königsberg kein Fuchsenband. Die Füchse tragen das gleiche Couleur wie Burschen und Alte Herren. Als Mütze wird eine weinrote Samtmütze mit weinrot-weiß-schwarzem Mützensteg und silberner Perkussion getragen. An der linken Seite wird seit der Rekonstituierung in Hamburg 1950 ein silberner Albertus getragen.
Der Wappenschild ist viergeteilt und enthält zusätzlich einen Herzschild. Das linke obere Feld zeigt auf rotem Grund einen silbernen Albertus, das rechte obere Feld auf weißem Grund einen Schild in den Bundesfarben, der von einem Lorbeerkranz umringt wird. Rechts unten finden sich auf schwarzem Grund zwei gekreuzte Glockenschläger, darunter zwei sich einander reichende Hände in einem Eichenlaubkranz; links unten eine Ruine vor einer aufgehenden Sonne. Der Herzschild ist silbern umrandet und zeigt auf rotem Grund in schwarz den Zirkel der Verbindung. Dieser lautet CvG! als Abkürzung von „Corona vivat Germania“ (Es lebe das Kränzchen Germania). Er besteht anders als bei fast allen anderen Studentenverbindungen nicht aus einer verschlungenen Buchstabenkombination basierend auf den Anfangsbuchstaben EFV (Ehre, Freiheit, Vaterland) oder VCF (Vivat, Crescat, Floreat). Die drei Buchstaben C, v und G sind stattdessen hintereinander angeordnet. Eine ähnliche Gestaltung des Zirkels kennen bzw. kannten viele Königsberger Korporationen, beispielsweise das Corps Masovia oder die Burschenschaften Hochhemia und Palmburgia.
Der Wahlspruch lautet „Si fractus illabatur orbis impavidum ferient ruinae“ (Horaz: Carmina III, III).

Wappen und Wahlspruch
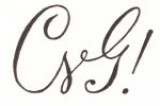
Zirkel
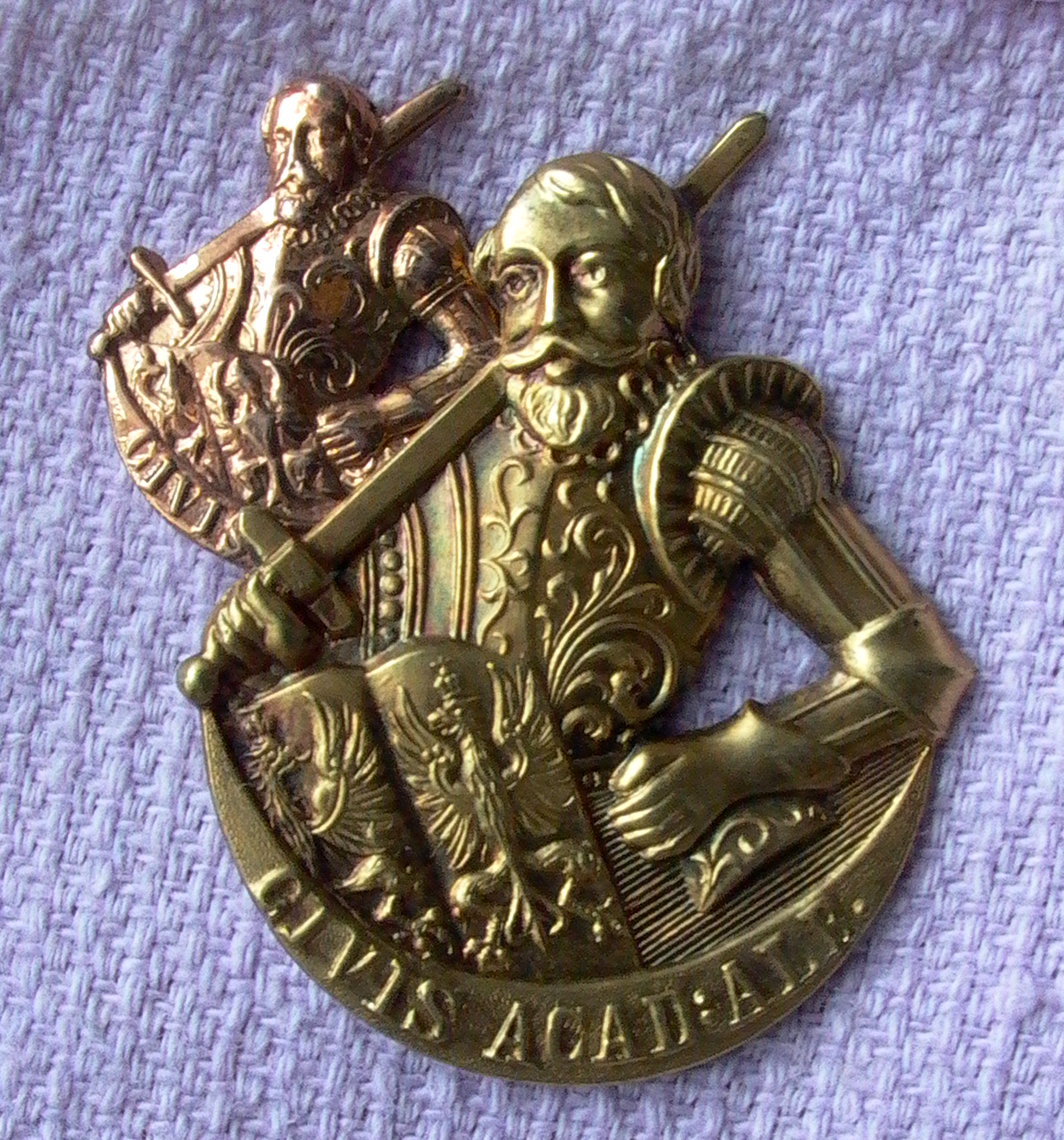
Albertusnadel

## Geschichte

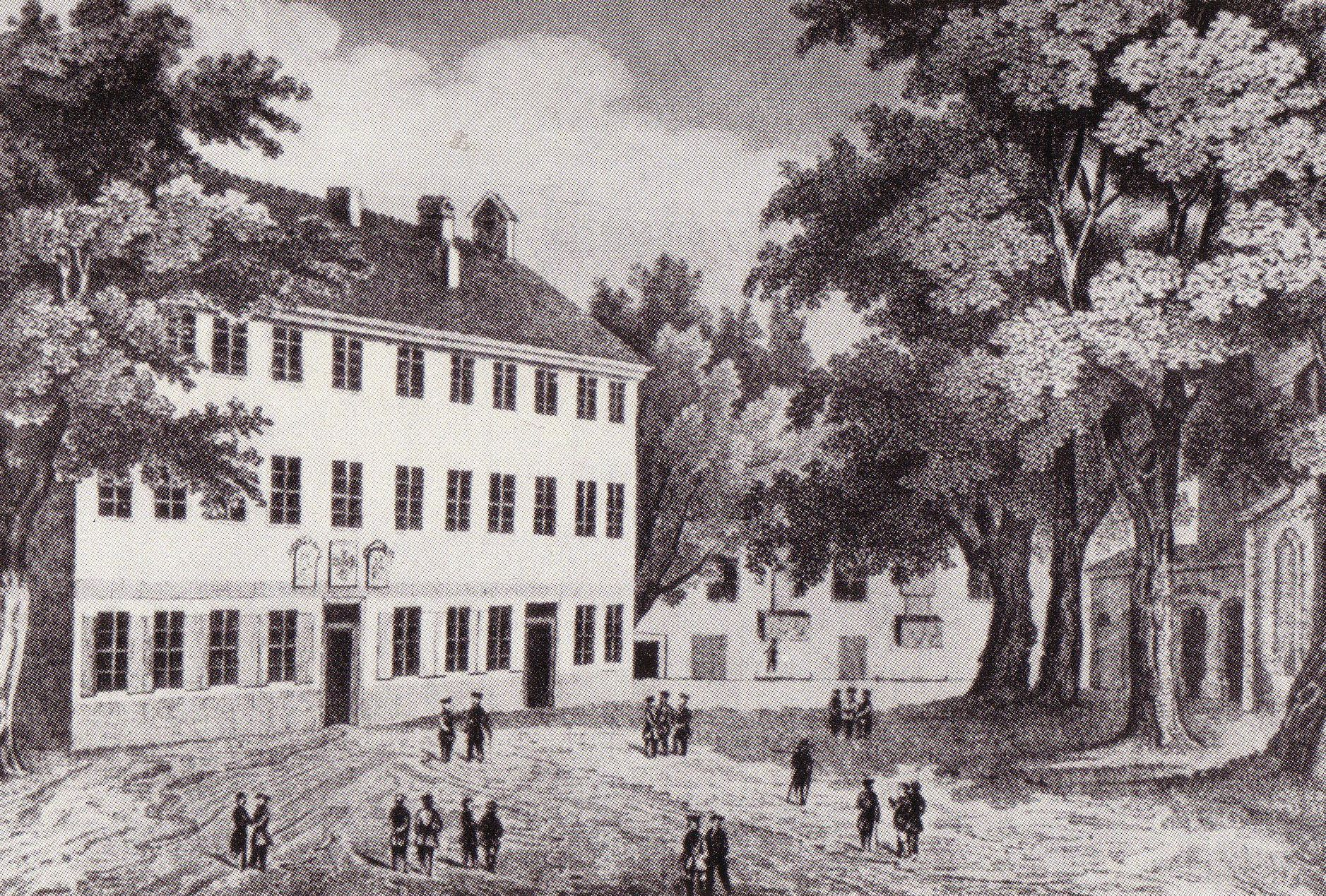
Albertina um 1850

Die Burschenschaft Germania Königsberg wurde am 8. September 1843 in Königsberg durch acht Studenten als burschenschaftliches Kränzchen Germania innerhalb der Allgemeinen Burschenverbindung Albertina gegründet. Wahlspruch und Zirkel der Germania sind bis heute unverändert geblieben.
Am 9. Februar 1845 schied Germania aus der Albertina aus, nahm am 23. Februar eigene Statuten an und konstituierte sich als selbständige Burschenschaft.
In der Zeit zwischen Frühjahr 1848 und Sommer 1851 wurden aus Solidarität mit der Deutschen Revolution die urburschenschaftlichen Farben schwarz-rot-gold geführt. In den 1850ern nahm die Zahl der aktiven Mitglieder stark zu, weshalb von acht ausgetretenen Germanen am 22. November 1854 die Burschenschaft Gothia (heute in Göttingen) als Tochterverbindung gegründet wurde. Im Sommersemester 1858 waren von 393 Studenten der Königsberger Universität 35 Mitglied bei Germania. Das in diesem Jahr eingeführte Lebensprinzip wurde 1897 wieder aufgegeben.

### Etablierung

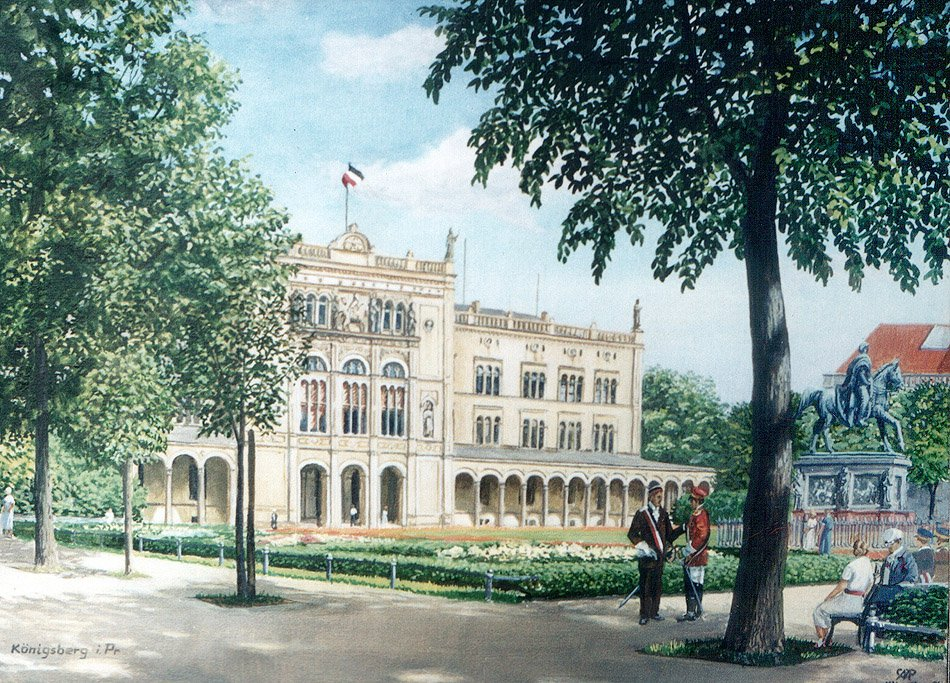
Hauptgebäude der Albertina um 1900

Am 12. November 1874 beteiligte sich Germania an der Gründung des Eisenacher Deputierten-Convents, trat aber schon im Juni 1880 aufgrund der dauernden verbandsinternen Streitigkeiten wieder aus. Im Sommersemester 1885 trat Germania dem vier Jahre zuvor gegründeten Allgemeinen Deputierten-Convent (ab 1902: Deutsche Burschenschaft) als vollberechtigtes Mitglied ohne Probezeit bei. Sie vertrat im Verband einen streng korporativen, konservativen Standpunkt.

Im Wintersemester 1899/1900 wurde ein Freundschaftsverhältnis mit der Burschenschaft Germania Breslau abgeschlossen. Dieses wird im Sommersemester 1907 gebrochen, ebenso die Beziehungen zur Leipziger Burschenschaft Germania.

65. Stiftungsfest (1908)

Im Jahr 1908 war Germania Mitbegründerin der „Weißen Richtung“ in der DB, aus der 1919 der Weiße Kreis hervorging.
Im April 1909 erwarb Germania ihr erstes Verbindungshaus in der III. Fließstraße 32.
Am Ersten Weltkrieg nahmen 187 Königsberger Germanen teil. 27 fielen oder starben infolge von im Krieg erlittener Verwundungen.
Am 2. Juli 1928 zog Germania in das zweite Verbindungshaus in der Herzog-Albrecht-Allee 15 im Königsberger Stadtteil Maraunenhof um.
Am 2. März 1929 erfolgte in Berlin die Aufnahme in das Altweiße Kartell (AWK); Mitglieder waren außer Germania Königsberg die Burschenschaften Frankonia Bonn, Dresdensia Leipzig, Rugia Greifswald, Alemannia Gießen und später Germania Straßburg (damals zu Frankfurt, heute in Tübingen).

### NS-Zeit
Im Wintersemester 1934/35 trat Germania aus Protest gegen die von den Nationalsozialisten vereinnahmte Verbandspolitik aus der Deutschen Burschenschaft aus und der Alten Burschenschaft bei, die sich aber schon am 15. Oktober 1935 unter dem Druck der politischen Verhältnisse auflösen musste. Am 30. Oktober 1936 suspendierte Germania aufgrund der politischen Umstände. Germania hatte es stets abgelehnt, sich in eine Kameradschaft des NS-Studentenbundes umzuwandeln bzw. eine solche Kameradschaft zu unterstützen. Im Oktober 1938 wurde auch das Verbindungshaus in Maraunenhof verkauft, um einer Enteignung auf Initiative des NSDStB zu entgehen. Einzelne Alte Herren Germanias traten der Kameradschaft Honigfelde des NSDStB bei, der Altherrenverband lehnt einen Beitritt als ganzes aber ab und mietete eine Wohnung in der Münzstraße 10 an, in der sich die Germanen bis zur Zerstörung des Hauses im August 1944 durch britische Luftangriffe regelmäßig trafen. Bei diesem Bombenangriff ging das Mobiliar und das Archiv der Germania verloren. Das alte Verbindungshaus hat den Krieg weitgehend unbeschädigt überstanden und beherbergt heute einen Kindergarten.
63 Germanen fielen während des Zweiten Weltkrieges oder starben an den Kriegsfolgen.

### Neubeginn in Hamburg

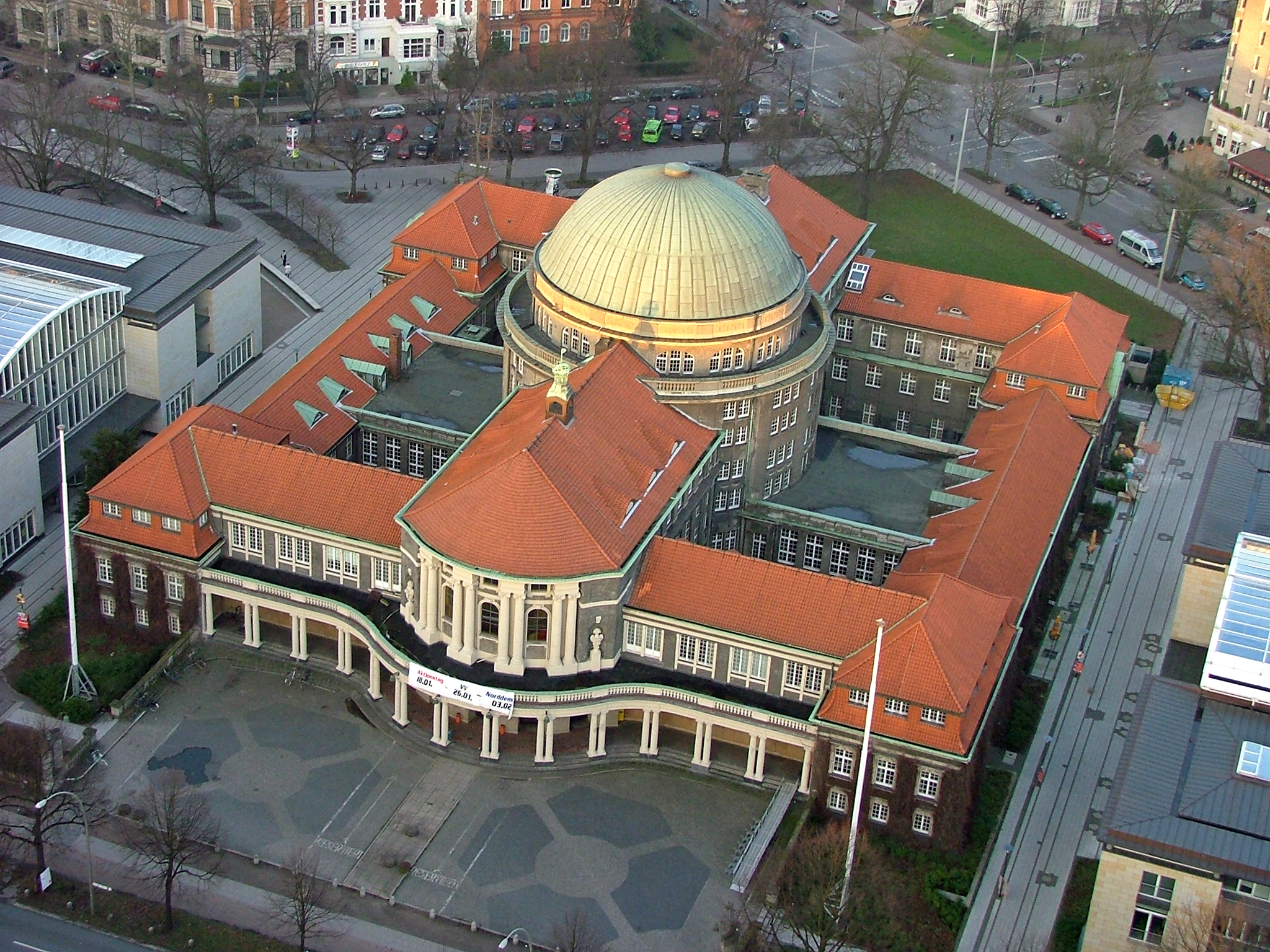
Hauptgebäude der Universität Hamburg

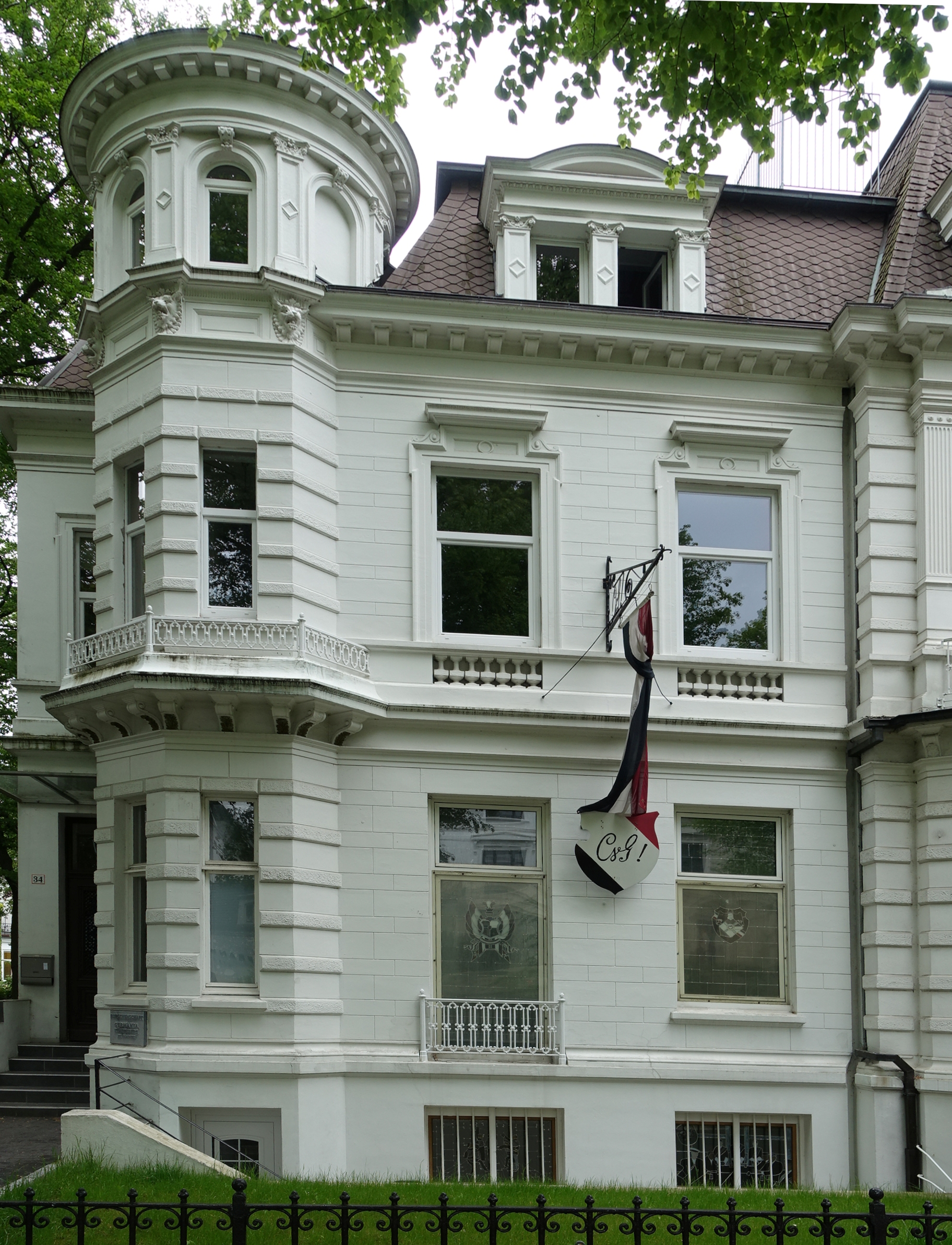
Verbindungshaus in Rotherbaum

Nach der Zerstörung Königsbergs rekonstituierte sich Germania Königsberg am 8. März 1950 in Hamburg und trat dem Hamburger Waffenring (HWR) bei. Am 15. Juni beteiligte sie sich an der Wiedergründung der Deutschen Burschenschaft und übernahm am 4. November die noch dreißig Mann zählende Altherrenschaft der vertagten Hamburger Burschenschaft Askania (gegründet 1920 als Wehrschaft). Die ehemaligen Askanen trugen ihr Band zusätzlich zum Germanencouleur.
Im Februar 1954 kaufte Germania ihr heutiges Verbindungshaus in der Heimhuder Straße 34 im Stadtteil Rotherbaum. Das gründerzeitliche Haus wurde 1874 nach einem Entwurf von Martin Haller errichtet und ist in die Listen der Kulturdenkmäler in Hamburg eingetragen.
Zum Burschentag 1959 stellte Germania den Antrag, „der Burschentag möge der Erwartung Ausdruck verleihen, daß sämtliche Burschenschaften von ihren aktiven Mitgliedern mindestens zwei genügende Pflichtmensuren forderten“, was im Verband erhebliche Spannungen auslöste.
1961 zerfiel der Weiße Kreis über der Frage der Aufnahme österreichischer Burschenschaften in die Deutsche Burschenschaft. Am 15. Februar 1963 löste sich aufgrund von Meinungsverschiedenheiten in Mensurfragen auch das Altweiße Kartell auf. Das AWK bildete sich auf dem Burschentag 1963 ohne Beteiligung Germanias neu, löste sich aber kurze Zeit später erneut auf.
Im Juni 1965 war Germania Gründungsmitglied des „Ringes Weißer Burschenschaften“ (RWB). Der RWB entstand auf dem Burschentag in Berlin durch acht ehemalige Mitgliedsburschenschaften des Weißen Kreises: Germania Königsberg zu Hamburg, Germania Berlin, Cimbria Berlin (beide später fusioniert zu Brandenburgia Dortmund), Frankonia Bonn, Alemannia Göttingen, Cimbria Würzburg, Alemannia Marburg und Franconia Freiburg. Der RWB besteht heute (2013) neben Germania aus den Burschenschaften Frankonia Bonn, Normannia Leipzig (seit 1994), Normannia Leipzig zu Marburg (seit 1973) und Obotritia Rostock (seit 2004).
Am 9. September 1972 vertagte die Aktivitas aufgrund von Mangel an geeignetem Nachwuchs infolge des Wertewandels in der Studentenschaft der 60er Jahre, konnte aber schon zum Wintersemester 1978/79 wiedereröffnet werden. Seit der Wiedereröffnung der Aktivitas werden neben Studenten der Universität Hamburg auch Studenten der zwischenzeitlich gegründeten Technischen Universität Hamburg-Harburg und der Universität der Bundeswehr als Mitglieder aufgenommen.
Im Oktober 1981 wurde Germania wegen der Aufnahme von Wehrdienstverweigerern aus der DB ausgeschlossen, bereits zum Burschentag 1983 aber wieder aufgenommen, nachdem die betroffenen Bundesbrüder ihre Verweigerung widerrufen oder die Burschenschaft verlassen hatten.

### Seit 2000
2009 hielt Sabine Schiffer im Rahmen einer von der Staats- und Wirtschaftspolitischen Gesellschaft ausgerichteten Veranstaltung auf dem Haus der Germania einen Vortrag zum Thema „Manipulation durch die Medien: Reformlügen, vorgebliche Friedensinitiativen, subtile Kriegspropaganda“.
Im Mai 2014 wurde auf dem Haus der Germania die Arbeitsgemeinschaft deutscher Burschenschaften (AdB) gegründet. Im selben Monat erfolgte der Austritt aus der DB.

## Ausrichtung als Burschenschaft

Die Germania als Mitglied der Deutschen Burschenschaft (1915)

Die Burschenschaft Germania Königsberg war von 1885 bis 2014 mit zwei Unterbrechungen Mitglied der Deutschen Burschenschaft (DB) (bzw. deren Vorgänger Allgemeiner Deputierten Convent): 1934 trat sie kurz vor der völligen Gleichschaltung und Auflösung der DB im Nationalsozialismus aus dieser aus und der Alten Burschenschaft bei und beteiligte sich 1950 an der Wiederbegründung der DB. Von 1981 bis 1983 war sie zudem kurze Zeit wegen der Aufnahme von Wehrdienstverweigerern aus der DB ausgeschlossen.
Germania ist mit fünf Pflichtmensuren pflichtschlagend. Als älteste Burschenschaft der „weißen Richtung“ legt sie besonderes Augenmerk auf ihr korporatives Zusammenleben und gesellschaftliche Umgangsformen.
Germania ist Mitglied im Ring Weißer Burschenschaften (RWB), dem daneben noch die Burschenschaften Frankonia Bonn, Obotritia Rostock, Normannia Leipzig und Normannia Leipzig zu Marburg angehören. Seit 2006 besteht zwischen der Bonner Burschenschaft Frankonia und der Germania Königsberg zu Hamburg ein offizielles Freundschaftsverhältnis.

## Besonderes
Durch die periphere Lage Königsbergs innerhalb Deutschlands und die große Entfernung zu anderen deutschen Universitätsstädten – die nächsten waren Breslau und Greifswald – haben sich bei der Germania Königsberg eine ganze Reihe Besonderheiten entwickeln und halten können, die sie noch heute von der großen Mehrheit der Studentenverbindungen unterscheiden:
- Auch das Amt des Fuchsmajors gibt es nicht. Für die Ausbildung der jüngsten Mitglieder ist der sogenannte Fuchskränzchenführer zuständig.

- Die bei den meisten anderen Studentenverbindungen Convente genannten Mitgliederversammlungen heißen bei Germania schlicht „Versammlungen“.

- Chargiert wurde bis 1950 ausschließlich im Frack. Heute ist dies nur noch bei großen Festlichkeiten wie „runden“ Stiftungsfesten üblich.

- Neben dem Allgemeinen Deutschen Kommersbuch benutzt Germania auf Kneipen auch ein eigenes Germanenliederbuch mit Studentenliedern aus drei Jahrhunderten – geschrieben „von und für Königsberger Germanen“.[8]

- Im einzigen Königsberger Studentenroman Dunkelrot-weiß-rosenrot verarbeitete der Schriftsteller Hans Parlow 1907 seine Aktivenzeit bei Germania.

## Bekannte Mitglieder

Arnold Sommerfeld 1889 im Couleur der Germania Königsberg

- Wilhelm von Krupka (1823–1893), einer der Gründer und erster Sprecher; Jurist, Verwaltungsbeamter, Landrat von Krotoschin und Flensburg
- Robert Schweichel (1821–1907), aktiv im WS 1844/45; Journalist und Schriftsteller, Präsident des deutschen Schriftstellerverbandes
- Oskar Meding (1828–1903), aktiv von 1847 bis 1849; Jurist, Diplomat und Schriftsteller (Pseudonym „Gregor Samarow“)
- Karl Güterbock (1830–1914), aktiv im SS 1848; Jurist, Rechtshistoriker, Prorektor der Albertina, Mitglied des Preußischen Herrenhauses
- Theodor Joseph Blell (1827–1902), aktiv im SS 1849; Jurist, Mitglied des Reichstages
- Clemens Theodor Reichert (1829–1893), aktiv im SS 1849; Jurist, Bürgermeister von Görlitz, Mitglied des Preußischen Herrenhauses
- Adolf von Gizycki (1834–1891), aktiv im SS 1854; Maschinenbauingenieur, Rektor der RWTH Aachen
- Edwin Klebs (1834–1913), aktiv im SS 1854; Mediziner, Bakteriologe (Klebsiella)
- Friedrich Goltz (1834–1902), aktiv im WS 1855/56; Mediziner, Physiologe, Rektor der Universität Straßburg
- Adolf Schimmelpfennig (1834–1896), aktiv 1848; Architekt, Bürgermeister von Rastenburg
- Albert Georg Ferdinand Wandersleben (1835–1900), aktiv im WS 1856/57; Reichsgerichtsrat
- Eduard Ebel (1839–1905), aktiv im SS 1857; Pfarrer, Superintendent, Dichter (Leise rieselt der Schnee)
- Arthur Kittel (1838–1926), aktiv im SS 1858; Arzt, Abgeordneter des Preußischen Landtags (Deutsche Fortschrittspartei)
- Bernhard Rathke (1840–1923), aktiv im SS 1858; Professor für Chemie in Halle und Marburg
- Arthur von Hippel (1841–1916), aktiv im WS 1860/61; Ophthalmologe
- Hugo Braesicke (1843–1898), aktiv im SS 1862; Jurist, Oberbürgermeister von Bromberg, Mitglied des Preußischen Herrenhauses
- Rudolf Braesicke (1841–1920), aktiv im SS 1862; Gutsbesitzer und Mitglied des Deutschen Reichstags
- Ewald Hecker (1843–1909), aktiv im WS 1862/63; Mediziner, Psychiater
- Paul Kunckel (1844–1925), aktiv im WS 1863/64; Richter und Kommunalbeamter, Bürgermeister von Königsberg
- Heinrich Elditt (1846–1909), aktiv im SS 1866; Jurist, Oberbürgermeister von Elbing, Mitglied des Preußischen Herrenhauses
- Leo Feldt (1846–1928), aktiv im SS 1866; Jurist, Generalmajor
- Franz Falkson (1850–1904), aktiv im SS 1871; Jurist, Kommunalpolitiker (Freikonservative Partei), Erster Bürgermeister von Weißenfels
- Max Hagedorn (1852–1914), aktiv im WS 1872/73; Arzt und Entomologe, Mitglied der Hamburgischen Bürgerschaft
- Kurt Schustehrus (1856–1913), aktiv im SS 1874; Jurist, Oberbürgermeister von Charlottenburg, Mitglied des Preußischen Herrenhauses
- Hugo Falkenheim (1856–1945), aktiv im WS 1874/75; Mediziner, Professor für Pädiatrie in Königsberg, Generaloberarzt, Vorsitzender der jüdischen Gemeinde Königsberg
- Max Richter (1856–1921), aktiv im WS 1875/76; Jurist, Unterstaatssekretär, Aufsichtsratsvorsitzender des Kalisyndikats
- Oskar Minkowski (1858–1931), aktiv im WS 1875/76; Professor für Innere Medizin in Straßburg, Köln, Greifswald und Breslau
- Johannes Gerschmann (1858–1928), aktiv im SS 1876; Philologe, Oberschulrat
- Hans Parlow (1856–1928), aktiv von 1876 bis 1878; Schriftsteller (Dunkelrot-Weiß-Rosenrot)
- Claudius Richelot (1863–1929), aktiv im SS 1883; Marine-Generaloberstabsarzt
- Arnold Sommerfeld (1868–1951), aktiv im SS 1887; Theoretischer Physiker (Bohr-Sommerfeldsches Atommodell), Professor für Physik in Clausthal, Aachen und München
- Erhard Roß (1877–1945), aktiv im WS 1898/99; Historiker und Philologe
- Georg Rauschning (1876–1956), aktiv im SS 1893; Jurist, Landrat von Czarnikau, Oberfinanzpräsident der Hansestadt Hamburg
- Franz Unterberger (1882–1945), aktiv im WS 1900/01; Gynäkologe
- Johannes Felsch (1882–1952), aktiv im WS 1902/03; Geologe, Professor für Geologie in Santiago de Chile
- Reinhart Bezzenberger (1888–1963), aktiv im SS 1906; Jurist, Erster Landesrat in Ostpreußen
- Gerhard Bohlmann (1878–1944), aktiv 1909; Schriftsteller und Journalist
- Walter Scheibert (1889–1944), aktiv im SS 1908; Verwaltungsjurist
- Gerhard Lapp (1891–1977), aktiv im SS 1911; Jurist, Ministerialdirektor im Bundespostministerium
- Erhard Nehring (1892–1982), aktiv im SS 1913; Mediziner, Bakteriologe, Leiter des Instituts für Wasser-, Boden- und Lufthygiene
- Alfred Lublin (1895–1956), aktiv im WS 1913/14; Arzt und Diabetologe
- Hans Heesch (1903–1966), aktiv 1924 (Askania); Oberschulrat, Präsident der Hamburger Evangelisch-Lutherischen Landessynode, Mitglied der Hamburgischen Bürgerschaft
- Gustav Feiler (1908–1980), aktiv im SS 1927; Jurist, Staatsanwalt, Rechtswissenschaftler
- Erich Domaschk (1908–1974), aktiv im SS 1928; Offizier, Mitbegründer des Bundes Deutscher Offiziere
- Horst Peters (1910–2000), aktiv im SS 1928; Jurist, Präsident des Landessozialgerichts Nordrhein-Westfalen
- Hans-Georg Wormit (1912–1992), aktiv im SS 1930; Jurist, Präsident der Stiftung Preußischer Kulturbesitz
- Otto Neumann (1884–1969), Ehrenmitglied im SS 1935; Jurist, Senatspräsident beim Reichskriegsgericht
- Reinhold Heling (1927–2008), aktiv im SS 1950; Jurist, Verwaltungsrichter und Genealoge
- Jürgen Borgwardt (1937–2007), aktiv im SS 1957; Jurist, Hauptgeschäftsführer der Union der leitenden Angestellten
- Rainer Dieterich (* 1943), Ehrenmitglied im SS 2007; Professor für Psychologie

Mitgliederverzeichnis
Willy Nolte (Hrsg.): Burschenschafter-Stammrolle. Verzeichnis der Mitglieder der Deutschen Burschenschaft nach dem Stande vom Sommer-Semester 1934. Berlin 1934. S. 1064.